# پرووودوو
پرووودوو (به چکی: Provodov) یک منطقهٔ مسکونی در جمهوری چک است که در ناحیه زلین واقع شده‌است. پرووودوو ۱۱٫۹۵ کیلومتر مربع مساحت و ۷۶۶ نفر جمعیت دارد و ۳۸۰ متر بالاتر از سطح دریا واقع شده‌است.